# 彼得里夫斯凱 (扎波羅熱區)
47°59′32″N 35°23′35″E / 47.99222°N 35.39306°E
彼得里夫斯凱（烏克蘭語：Петрівське），是烏克蘭東南部扎波羅熱州扎波羅熱區维利尼扬斯克市镇内的村落。始建於1931年，面積1.63平方公里，2001年人口185，人口密度每平方公里113.4人。